# Adolf Aarno
Karl Adolf Aarno, född 9 september 1879 i Tyrvis, död där 28 december 1918, var en finländsk skulptör, affärsman och flygpionjär.
Aarno är mest känd för att han i Tammerfors 1911–1914 gjorde upprepade misslyckade flygförsök. Han använde sig då av ett fransktillverkat Demoiselle-monoplan, vilket var den första flygmaskinen i Finland och hade importerats av firman Nikolajeff i Helsingfors 1910.